# 데프톤스
데프톤스(Deftones)는 1988년 미국 캘리포니아주(california) 새크라멘토(Sacramento)에서 결성된 밴드이다.
초기에는 치노 모레노(Chino Moreno) (리드 보컬, 기타), 스티븐 카펜터(Stephen Carpenter) (기타), 치 쳉 (Chi Cheng) (베이스), 에이브 커닝엄(Abe Cunningham) (드럼)로 결성되었으나 2집에서 게스트 뮤지션으로 참여했던 프랭크 델가도(Frank Delgado) (키보드, 턴테이블)가 3집부터는 정식 멤버로 가입하면서 5인조가 되었다. 그들의 사운드는 얼터너티브 메탈(Alternative Metal과 드림 팝(Dream Pop), 프로그레시브 록(Progressive Rock)을 아우른다고 평해진다.
평론가들은 종종 데프톤스를 혁신적인 면에서 최근 몇 년 동안 매우 독특한 록 밴드로서 호평을 했다. 조니 로프터스(Johnny Loftus)가 쓴 "Atmospheric music"에서 "록 비평가들은 대개 데프톤스보다 뛰어나거나 적어도 세기의 변화적인 메탈의 변동에 대한 특별한 영역을 남겨 두는 데 [중략...] 데프톤스는 항상 더 호기심이 강하고, 보다 그들의 북캘리포니아 얼터너티브 메탈(Alternative Metal) 안에 드림 팝(Dream Pop)이나 D.C 하드코어(Hardcore Punk) 같은 예부터 존경하던 소리들을 통합하려는 것처럼 보인다."라고 하였다.

## 구성원
- 치노 모레노(Chino Moreno) - 보컬 (1988 - 현재), 기타 (1999 - 현재)
- 스티븐 카펜터(Stephen Carpenter) - 기타 (1988 - 현재)
- 에이브 커닝엄(Abe Cunningham) - 드럼 (1988 - 1990, 1993 - 현재)
- 프랭크 델가도(Frank Delgado) - 키보드, 샘플링, 턴테이블 (1999 - 현재)
- 세르지오 베가(Sergio Vega) - 베이스, 백업 보컬, 바리톤 기타 (2009 - 현재)

### 이전 멤버
- 도미니크 가르시아(Dominic Garcia) - 베이스 (1988 - 1990), 드럼 (1990-1991)
- 존 테일러(John Taylor) - 드럼 (1991 - 1993)
- 치 쳉(Chi Cheng) - 베이스, 백업 보컬 (1990 - 2008) (미국 기준으로 2013년 4월 14일에 사망하였다.)

## 음반 목록

### 정규 음반
- (1995년) Adrenaline
- (1997년) Around the Fur
- (2000년) White Pony
- (2003년) Deftones
- (2006년) Saturday Night Wrist
- (2010년) Diamond Eyes
- (2012년) Koi No Yokan
- (2016년) Gore
- (2020년) Ohms
- (2025년) Private Music

### 데모 /EP
- (1993년) (Like) Linus
- (1998년) Live
- (2001년) Back to School (Mini Maggit)
- (2013년) Live: Volume 1 – Selections from Adrenaline

### B-Side
- (2005년) B-Sides & Rarities